# Journal of Loss Prevention in the Process Industries
Das Journal of Loss Prevention in the Process Industries (abgekürzt: J. Loss Prev. Proc. Ind.) ist eine im Peer-Review-Verfahren zweimonatlich bei Elsevier erscheinende wissenschaftliche Fachzeitschrift. Sie erschien erstmals 1988 und behandelt den Themenbereich der Prozesssicherheit. Insbesondere widmet sich die Zeitschrift der Verhinderung von Schäden und Verletzungen durch Feuer, Explosionen und die Freisetzung toxischer Stoffe in der Prozessindustrie. Der Schwerpunkt liegt hierbei auf der Sicherheit von Prozessanlagen und Chemikalien.
Der Impact Factor der Zeitschrift lag 2019 bei 2,795.